# Eksplozja w Cap-Haïtien
Eksplozja w Cap-Haïtien – katastrofa drogowa, do której doszło 14 grudnia 2021 roku w mieście Cap-Haïtien – drugim największym mieście Haiti. W wyniku eksplozji cysterny z paliwem, zginęło 90 osób, a co najmniej 120 zostały ranne.
W 2021 roku haitańskie gangi przejęły kontrolę nad krajową infrastrukturą paliwową. To sprawiło, że cały kraj borykał się z poważnym niedoborem paliwa. 13 grudnia 2021 roku, kilka minut przed północą, kierowca cysterny próbował uniknąć zderzenia z motocyklem. Stracił kontrolę nad pojazdem, który następnie przewrócił się. Do przewróconego pojazdu podbiegł tłum okolicznych mieszkańców, którzy zaczęli rabować wyciekające z cysterny paliwo. Świadkowie zeznali, że ludzie za pomocą różnych narzędzi robili dziury w zbiorniku, aby ułatwić sobie dostęp do paliwa. Kierowca ostrzegał ludzi przed możliwą eksplozją, jednak został zlekceważony. Kilka minut północy doszło do zapłonu i eksplozji. Do zdarzenia doszło w gęsto zabudowanej dzielnicy miasta. To sprawiło, że po eksplozji w ogniu stanęło wiele okolicznych budynków.
Ranni trafili do szpitali w całym Cap-Haïtien. Z powodu przepełnienia, utworzono szpitale polowe. Władze Haiti ogłosiły trzydniową żałobę narodową.